# Panyptila
Panyptila és un gènere d'ocells de la família dels apòdids (Apodidae). Aquests falciots habiten a Amèrica, des de Mèxic fins al nord de Bolívia. El gènere va ser introduït l'any 1847 per l'ornitòleg alemany Jean Cabanis amb el falciot cuaforcat menut.

## Taxonomia
Segons la classificació del Congrés Ornitològic Internacional (versió 2.5, 2010) aquest gènere està format per dues espècies:
- falciot cuaforcat menut (Panyptila cayennensis).
- falciot cuaforcat gros (Panyptila sanctihieronymi).